# الرده
الرده یک منطقهٔ مسکونی در ایران است که در دهستان لاهرود واقع شده‌است. براساس سرشماری مرکز آمار ایران در سال ۱۳۹۵، الرده ۳۸ نفر جمعیت دارد.